# Нова Зеландія на літніх Олімпійських іграх 1996
Нова Зеландія брала участь у Літніх Олімпійських іграх 1996 року в Атланті (США) в дев'ятнадцятий раз за свою історію, і завоювала три золоті, дві срібні та одну бронзову медалі. Збірну країни представляли 29 жінок.

## Золото
- Спортивне плавання, чоловіки, 200 метрів, вільний стиль  — Даньен Лоадер.
- Спортивне плавання, чоловіки, 400 метрів, вільний стиль  — Даньен Лоадер.
- Кінний спорт, чоловіки  — Бліт Тайт.

## Срібло
- Вітрильний спорт, жінки  — Барбара Кендалл.
- Кінний спорт, жінки  — Саллі Кларк.

## Бронза
- Кінний спорт, чоловіки  — Vicki Latta, Andrew Nicholson, Blyth Tait та Vaughn Jefferis.